# لا هارپ (کانزاس)
لا هارپ (به انگلیسی: La Harpe) شهری در ایالت کانزاس کشور ایالات متحده آمریکا است که جمعیت آن در سرشماری سال ۲۰۱۰ میلادی، ۵۷۸ نفر بوده‌است.